# بحيرة غاريبالدي
بحيرة غاريبالدي في مدينة سكواميش الكندية. البحيرة تقع ضمن منطقة محمية للحياة البرية ويروج لها كأحد أجمل بقاع الأرض.